# 松尾龍之介
松尾 龍之介（まつお りゅうのすけ、1946年 - ）は、日本の漫画家、評論家。長崎市生まれ。1969年北九州市立大学外国語学部卒。1971年上京。漫画家・杉浦幸雄に認められる。主に「漫画社」を中心に仕事をする。江戸時代のオランダ関係の研究も行う。元、日蘭学会会員。

## 著書
- 漫画俳句入門（池田書店 1987年）
- アトム博士のマンガ講義（はらこつとむ共著 日本原子力文化振興財団 1990年）
- 江戸の世界聞見録 漫画版「華夷通商考」（西川如見 蝸牛社 1995年）
- マンガなぜなぜ身近な自然の不思議（河出書房新社 1996年）
- マンガためしてガッテン 健康から節約まで欲ばり生活情報源（青春出版社 1999年）
- アトム博士のマンガ教室（住田健二監修 はらこつとむ共著 日本原子力文化振興財団 2000年）
- マンガ版ためしてガッテン わが家の常識・非常識 第2巻（青春出版社 2000年）
- 長崎蘭学の巨人 志筑忠雄とその時代（弦書房 2007年）
- 江戸の〈長崎〉ものしり帖（弦書房 2011年）
- 長崎を識らずして江戸を語るなかれ（平凡社新書 2011年）
- 『絹と十字架』弦書房、２０２１年